# Cvrcka
Cvrcka je najveća lijeva pritoka Vrbanje. Izvire na sjevernim padinama Čemernice, na vododijelnici između Jakotine (lijeva pritoka iste rijeke) i potoka koji se ulijevaju u Ugar. Formiraju je dva potoka: Međurača (izvor na oko 1200 m) i Vukača (izvor na oko 1150 m). 
Nakon ušća jedine veće pritoke – Bukovice, ulazi u duboki, strmi i nepristupačni kanjon, čija dubina na nekim mjestima iznosi više od 500 m u odnosu na okolni plato. Iz njega izlazi u ljevkasto polje neposredno prije Večića, koje se proširuje u relativno prostrano Večićko polje. 
Na Večičkom polju, ka Vrbanjcima je i njeno ušće, na oko 300 m nadmorske visine. Pri izlazu iz kanjona, u ovu rijeku se obrušavaju atraktivne Vilenske vode, u vidu zavjese od mlazeva raspršene vode, s visoke lijeve obale od sedre.